# 볼리비아 해군

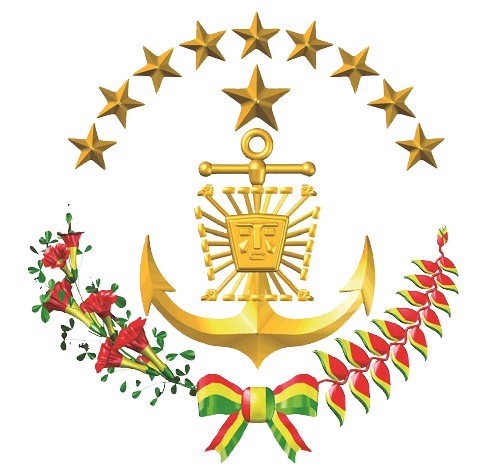

볼리비아 해군(스페인어: Armada Boliviana)은 볼리비아군의 일부이다. 2018년 기준 볼리비아 해군의 병력은 약 5,000명이다. 볼리비아는 태평양 전쟁 (남아메리카)과 평화우호조약(1904) 이후 내륙국이었으나 1963년 1월 국방부 산하에 강호군(Fuerza Fluvial y Lacustre)을 창설했다. 이 부대는 미국에서 공급한 보트 4척과 주로 볼리비아 육군에서 모집한 1,800명의 병력으로 구성되었다. 볼리비아 해군은 1966년 1월 볼리비아 해군(Fuerza Naval Boliviana)으로 명칭이 바뀌었지만, 이후 볼리비아 해군(Armada Boliviana)으로도 불린다. 1963년에 별도의 군대가 되었다. 볼리비아에는 밀수와 마약 밀매를 방지하기 위해 순찰되는 아마존의 지류인 큰 강이 있다. 볼리비아는 또한 항해가 가능한 세계에서 가장 높은 호수인 티티카카 호수에 해군 주둔지를 유지하고 있으며 이 호수는 페루와 공유되어 있다.
내륙국인 볼리비아는 칠레에게 해안을 빼앗긴 것을 받아들이지 않았으며, 해군은 해양 의식을 배양하여 해안을 회복할 수 있다는 희망을 계속 유지하기 위해 존재한다. 볼리비아 해군은 많은 퍼레이드와 정부 행사에 참여하지만, 매년 볼리비아가 바다에 대한 불특정 주권 접근권에 대한 주장을 다시 입증하는 디아 델 마르(바다의 날)만큼 중요한 것은 없다.
볼리비아는 1825년 독립 당시 국가가 바다에 접근할 수 있었다고 주장한다. 1866년 칠레와 볼리비아 사이의 국경 조약에서 관련 당사자들은 볼리비아에 대한 바다 접근을 칠레가 인정하는 국경선에 동의했다. 태평양 전쟁(1879~1883)에서 칠레는 페루와 볼리비아를 물리치고 볼리비아 해안선 전체를 포함하는 연안국을 정복했다. 해안 복구는 볼리비아의 명예 문제이며 현대의 많은 정치적 행동과 무역 결정에 영향을 미친다.
2010년 페루는 볼리비아에 99년 계약으로 "볼리비아 해군 학교를 위한 태평양 연안 별관 건설" 옵션과 함께 "부두 시설, 자유 무역 지대 및 경제 활동 공간"을 부여했다.